# Matei B. Cantacuzino
Matei B. Cantacuzino (n. 10 iulie 1855, Fântâna Mare, România – d. 10 august 1925, Iași, România) a fost un jurist și om politic român, care a îndeplinit funcția de primar al municipiului Iași în perioada 29 decembrie 1912 - 6 ianuarie 1914. 

## Biografie
Matei B. Cantacuzino s-a născut la data de 10 iulie 1855 în localitatea Fântâna Mare din fostul județ Baia, actualmente în județul Suceava. Tatăl său era boierul pașoptist Vasile (Basile) N. Cantacuzino (1816-1906), fiul marelui logofăt Neculai Canta (Cantacuzino), care avea o moșie la Hoisești, în apropiere de orașul Podu Iloaiei. El participase la mișcarea din martie 1848 a tinerilor intelectuali moldoveni.
A urmat studii la Dresda și apoi la Lausanne, unde a absolvit și clasa de piano a Conservatorului de muzică din acest oraș. Studiile superioare și le-a început în vestitul oraș universitar Heidelberg, dar le-a finalizat la Facultatea de drept din Paris, în anul 1877. După revenirea în țară, a profesat ca magistrat. În anul 1878 a fost numit magistrat supleant la Tribunalul Iași, dar după scurt timp și-a dat demisia, împreună cu un grup de colegi, în semn de protest contra unei nedreptăți făcute unuia dintre aceștia. În anul 1885 reintră în magistratură la Tribunalul Iași, unde funcționează ca judecător, președinte și prim-președinte până în 1892, când este numit consilier la Curtea de Apel din Iași. În anul 1900 devine profesor la Facultatea de Drept din Iași, dar activează în paralel încă 15 ani și ca avocat, păstrându-și legătura cu practica judiciară. A predat timp de 25 ani cursul de drept civil la Facultatea de Drept din Iași.
În anul 1921, a publicat lucrarea de 742 pagini intitulată Elementele dreptului civil, considerată una dintre operele fundamentale ale literaturii noastre juridice, o versiune concisă a cursului de drept civil.
Matei Cantacuzino a mai scris trei studii: Despre libertatea individuală și persoanele juridice (1924), Statul și conceptul de personalitate (1924) și Viața - Dreptul - Libertatea (apărută postum, 1929).
În perioada 29 decembrie 1912 - 6 ianuarie 1914, a îndeplinit funcția de primar al municipiului Iași. 
Matei Cantacuzino a încetat din viață în anul 1925 în orașul Iași, fiind înmormântat alături de părinții și soția sa în curtea bisericii din Hoișești. A avut un băiat, capitanul Vasile Cantacuzino, care a decedat în accidentul feroviar de la 31 decembrie 1916, când au fost uciși vreo 800 de călători civili și ostași.